# Take Me to Tomorrow
| Recensione              | Giudizio        |
| ----------------------- | --------------- |
| AllMusic                | [ 1 ]           |
| Sputnikmusic            | 4.0 (Excellent) |
| Dizionario del Pop-Rock | [ 3 ]           |

Take Me to Tomorrow è il secondo album di John Denver, pubblicato dalla RCA Records nel maggio del 1970.

## Tracce
Lato A
1. Take Me to Tomorrow – 2:55 (John Denver)
2. Isabel – 3:20 (John Denver)
3. Follow Me – 2:27 (John Denver)
4. Forest Lawn – 2:36 (Tom Paxton)
5. Aspenglow – 2:10 (John Denver)
6. Amsterdam – 3:39 (Jacques Brel, Mort Shuman)

Durata totale: 17:07
Lato B
1. Anthem - Revelation – 2:00 (John Denver)
2. Sticky Summer Weather – 3:34 (John Denver)
3. Carolina in My Mind – 2:40 (James Taylor)
4. Jimmy Newman – 2:17 (Tom Paxton)
5. Molly – 3:45 (Biff Rose)

Durata totale: 14:16

## Formazione
- John Denver - voce, chitarra elettrica, chitarra acustica, chitarra a 12 corde
- Stann Free - fisarmonica, pianoforte
- Joe Macho - basso
- Dennis Seiwell - batteria
- Paul Prestopino - chitarra a 12 corde, dobro
- Paul Griffin - organo, celeste, pianoforte
- Herbie Lovelle - batteria
- Marvin Stamm - tromba
- George Marge - corno inglese